# Nordic Trophy 2007
Nordic Trophy 2007 var den andra upplagan av Nordic Trophy. Åtta lag, fyra från Finland och fyra från Sverige deltog. Sju matcher spelades, matcherna spelades i form av en enkelserie. De två bästa lagen kvalificerade sig för final, där Oulun Kärpät stod som vinnare efter att ha besegrat Frölunda.

## Gruppspel
Huvudartikel: Gruppspelet i Nordic Trophy 2007
| Lag             | S | V | ÖV | ÖF | F | GM | IM | MS | P |
| --------------- | - | - | -- | -- | - | -- | -- | -- | - |
| Oulun Kärpät    | 0 | 0 | 0  | 0  | 0 | 0  | 0  | 0  | 0 |
| Frölunda        | 0 | 0 | 0  | 0  | 0 | 0  | 0  | 0  | 0 |
| Tappara         | 0 | 0 | 0  | 0  | 0 | 0  | 0  | 0  | 0 |
| Färjestad       | 0 | 0 | 0  | 0  | 0 | 0  | 0  | 0  | 0 |
| TPS             | 0 | 0 | 0  | 0  | 0 | 0  | 0  | 0  | 0 |
| Linköping       | 0 | 0 | 0  | 0  | 0 | 0  | 0  | 0  | 0 |
| Djurgården      | 0 | 0 | 0  | 0  | 0 | 0  | 0  | 0  | 0 |
| IFK Helsingfors | 0 | 0 | 0  | 0  | 0 | 0  | 0  | 0  | 0 |

## Placeringsmatcher

### 7:e plats
| Lag        | Resultat | Lag             | Publik | Arena               |
| ---------- | -------- | --------------- | ------ | ------------------- |
| Djurgården | 6–4      | IFK Helsingfors | 421    | Ishall, Helsingfors |

### 5:e plats
| Lag | Resultat | Lag       | Publik                  | Arena               |
| --- | -------- | --------- | ----------------------- | ------------------- |
| TPS | 3–2      | Linköping | &&&&&&&&&&&&&&00.&&&&-0 | Ishall, Helsingfors |

### Bronsmatch
| Lag     | Resultat | Lag       | Publik | Arena               |
| ------- | -------- | --------- | ------ | ------------------- |
| Tappara | 2–3      | Färjestad | 390    | Ishall, Helsingfors |

### Final
| Lag          | Resultat | Lag      | Publik | Arena               |
| ------------ | -------- | -------- | ------ | ------------------- |
| Oulun Kärpät | 5–2      | Frölunda | 1 124  | Ishall, Helsingfors |

| Vinnare av Nordic Trophy 2007 |
| ----------------------------- |
| Oulun Kärpät Första titeln    |

## Slutställning
| Guld   | Oulun Kärpät    |
| Silver | Frölunda        |
| Brons  | Färjestad BK    |
| 4      | Tappara         |
| 5      | TPS             |
| 6      | Linköping       |
| 7      | Djurgården      |
| 8      | IFK Helsingfors |